# 戀愛代理
《戀愛代理》是由赤坂明原作、西澤5mm作畫的日本漫畫。於集英社《週刊YOUNG JUMP》2023年第22、23合併號連載至2024年27號。

## 登場人物

### 委托人
麻理·瑪利亞溫特-七瀨
本作的女主角。出生在北歐，在美國長大的混血兒。
母親是日本人，父親是瑞典人，在瑞典的日本大使館工作，不過雙親已離異。因選擇與母親一起生活，而與她搬回日本生活。
成績優良，運動神經超群。會三種語言，英語、瑞典語和日語。因為在轉學到青芝高中前一直在女校就讀，所以面對男生時會特別害羞。
在書的封面上看見戀愛代理的廣告，因對戀愛感到恐懼，而讓她向「紺」委托所有有關戀愛的一切。
關雅也
本作的男主角。因之前被麻理拒絕加聯絡方式，從而聽從「嘭」的指示，假裝成內向的書呆子。其真實性格是個外向的花花公子。

### 代理網路股分有限公司
紺／相川琥紺
本作主人公之一，戀愛代理人。本名為「相川琥紺」，暱稱為「紺」。虛擬形象為狐狸。代理服務包含關於戀愛的一切事物。
嘭／松田健吾
本作主人公之一，戀愛代理人。本名為「松田健吾」，暱稱為「嘭」。虛擬形象為狸貓。代理服務包含關於戀愛的一切事物。

## 出版書籍
| 1 | 2023年11月17日 | ISBN 978-4-08-893004-6 | 麻理·瑪利亞溫特-七瀨 相川琥紺（虛擬形象） |
| 1. 膽怯者（） 2. 單純接觸效果（） 3. 依附類型（） 4. 建立融洽關係（） 5. 相槌的「」（） 6. 力量因素（） 7. 記憶插曲（） 8. 私人空間（） 9. 主角與女主（）                    |                |                        |                                           |
| 2 | 2024年2月19日  | ISBN 978-4-08-893146-3 | 相川琥紺                                  |
| 1. 承諾（） 2. 全面承諾（） 3. 個人發展（） 4. 漫畫社（） 5. 網格錯覺（） 6. 控制軌跡（） 7. 戀愛策略（） 8. 愛情故事（） 9. 抓緊時機。（Seize the fortune by the forelock.）                                  |                |                        |                                           |
| 3 | 2024年5月17日  | ISBN 978-4-08-893286-6 | 麻理·瑪利亞溫特-七瀨 關雅也               |
| 1. 出現（） 2. 尚未承諾（） 3. 偶然相遇（） 4. 勾引（） 5. 彌賽亞情結❶（） 6. 認真的戀情（） 7. 友人的建議（） 8. 生酮飲食（） 9. 創造力（） 10. 欺騙餐（） 11. 成功減重（） |                |                        |                                           |
| 4 | 2024年8月19日  | ISBN 978-4-08-893352-8 | 松田健吾 相川琥紺                         |
| 1. 努力（） 2. 會面（） 3. 真愛（） 4. 商業同盟（） 5. 雙重約會（） 6. 隊友（） 7. 終止合約（） 8. 選擇（） 9. 戀愛代理（）                                                  |                |                        |                                           |

## 外部連結
- 《週刊YOUNG JUMP》連載頁面 （日語）
- 《隔壁的YOUNG JUMP》試讀頁面 （日語）